# Resolutie 2372 Veiligheidsraad Verenigde Naties
Resolutie 2372 van de Veiligheidsraad van de Verenigde Naties werd op 30 augustus 2017 met unanimiteit aangenomen door de VN-Veiligheidsraad. De resolutie van Britse hand verlengde de autorisatie van de AMISOM-vredesmacht van de Afrikaanse Unie (AU) in Somalië met negen maanden. Tevens werd voor de eerste keer het maximaal aantal troepen bij AMISOM verlaagd; van 22.126 naar 21.626.
De Somalische vertegenwoordiger Abukar Dahir Osman zei dat zijn land een aan een nieuwe overgangsfase was begonnen, waarin de overheid langzaamaan de taken van de vredesmissie zou overnemen. Het was te vroeg om die nu al terug te trekken. Ook nadien zou men afhankelijk blijven van donorgelden.

## Achtergrond
In 1960 werden de voormalige kolonies Brits-Somaliland en Italiaans-Somaliland onafhankelijk, waarna ze werden samengevoegd tot de staat Somalië. In 1969 greep het leger de macht en werd Somalië een socialistisch-islamitisch land. In de jaren 1980 leidde het verzet tegen het totalitair geworden regime tot een burgeroorlog en in 1991 viel het centrale regime. Sindsdien beheersten verschillende groeperingen elk een deel van het land en viel Somalië uit elkaar. Toen milities van de Unie van Islamitische Rechtbanken de hoofdstad Mogadishu veroverden, greep buurland Ethiopië in en heroverde de stad.
In 2007 stuurde de Afrikaanse Unie middels toestemming van de Veiligheidsraad een vredesmacht naar Somalië. In 2008 werd de piraterij voor de kust van Somalië een groot probleem. In september 2012 trad na verkiezingen president Hassan Sheikh Mohamud aan, die met zijn regering de rol van de tijdelijke autoriteiten, die Somalië jarenlang hadden bestuurd, moest overnemen.

## Inhoud
Al-Shabaab had nog steeds Somalisch grondgebied in handen. Bij hun aanvallen vielen burgerslachtoffers en sneuvelden soldaten van de AMISOM-vredesmacht en het Somalische leger. De Somalische overheid had beslist om de hervorming van de veiligheidsdiensten in het land de komende vier jaar tot een prioriteit te maken. Het was de bedoeling dat het leger de taken van AMISOM geleidelijk aan zou overnemen.
De versterkingen van AMISOM waartoe in 2012 en in 2013 was beslist, waren tijdelijk van aard geweest, en men beval nu aan de vredesmacht geleidelijk in fases in te krimpen. Daarom moest het aantal troepen tegen eind december 2017 dalen tot maximaal 21.626 man. De missie werd ook verlengd tot 31 mei 2018. Men voorzag het aantal manschappen tegen oktober 2018 verder te verlagen tot 20.626 man.
De Veiligheidsraad was het verder eens met secretaris-generaal António Guterres, volgens wie de situatie in Somalië ongeschikt was voor een VN-vredesmacht. Wel zou men logistieke ondersteuning voor AMISOM blijven leveren. De secretaris-generaal werd gevraagd AMISOM tegen 15 april 2018 eens goed onder de loep te nemen. Op basis van zijn aanbevelingen konden dan verdere beslissingen worden genomen.
Lijst ·  2337 ·  2338 ·  2339 ·  2340 ·  2341 ·  2342 ·  2343 ·  2344 ·  2345 ·  2346 ·  2347 ·  2348 ·  2349 ·  2350 ·  2351 ·  2352 ·  2353 ·  2354 ·  2355 ·  2356 ·  2357 ·  2358 ·  2359 ·  2360 ·  2361 ·  2362 ·  2363 ·  2364 ·  2365 ·  2366 ·  2367 ·  2368 ·  2369 ·  2370 ·  2371 ·  2372 ·  2373 ·  2374 ·  2375 ·  2376 ·  2377 ·  2378 ·  2379 ·  2380 ·  2381 ·  2382 ·  2383 ·  2384 ·  2385 ·  2386 ·  2387 ·  2388 ·  2389 ·  2390 ·  2391 ·  2392 ·  2393 ·  2394 ·  2395 ·  2396 ·  2397